# 喬托撞擊坑
喬托撞擊坑（Giotto）是位於水星的一個撞擊坑，直徑144公里。該撞擊坑於1976年由國際天文聯會以義大利文藝復興時期畫家喬托·迪·邦多納命名。